# گری راسل جونیور
گری راسل جونیور (انگلیسی: Gary Russell Jr.؛ زادهٔ ۵ ژوئن ۱۹۸۸) بوکسور اهل ایالات متحده آمریکا است.